# Гаджиев, Садиман Валишир оглы
Садиман Валишир оглы Гаджиев (азерб. Sədiman Vəlişir oğlu Hacıyev; род. 1935, Карягинский район) — советский азербайджанский виноградарь, лауреат Государственной премии СССР (1982).

## Биография
Родился в 1935 году в селе Ашагы Сеидахмедли Карягинского района Азербайджанской ССР (ныне село в Физулинском районе Азербайджана).
В 1948—1969 годах колхозник, ревизор колхоза имени Энгельса, с 1969 года — бригадир совхоза имени Энгельса Физулинского района.
Использовал в работе новую агротехническую методику, изучал все проблемы виноградарства. В 1978 году бригада под руководством Гаджиева получила 165 центнеров с гектара на площади 54 гектара, но увеличила урожайность до 352 центнеров с гектара на той же площади к 1982 году.
Постановлением ЦК КПСС и Совета Министров СССР от 7 ноября 1982 года, за большой личный вклад в дело увеличения выпуска и улучшения качества продуктов питания Гаджиеву Садиману Валишир оглы присуждена Государственная премия СССР.
Активно участвовал в общественной жизни Азербайджана. Депутат Верховного Совета Азербайджанской ССР 10-го и 11-го созывов.